# Gundbach
Der Gundbach ist ein knapp vierundzwanzig Kilometer langer Bach in Südhessen, der über den Schwarzbach in den Rhein entwässert. Der Oberlauf wird Hengstbach genannt.

## Geographie

### Verlauf

#### Hengstbach
Der Hengstbach entspringt südlich von Frankfurt am Main im Landkreis Offenbach zwischen Dreieich-Götzenhain und Dietzenbach-Hexenberg. Er durchquert die Dreieicher Ortsteile Götzenhain, Dreieichenhain, Sprendlingen und Buchschlag, bevor er Zeppelinheim passiert. Der Bach weist zumeist ein natürliches Bett auf, in Sprendlingen jedoch ist er weitestgehend in Beton gefasst. 
Hinter Zeppelinheim verläuft der Bach für eine Strecke von etwa 800 Metern parallel zur Bundesautobahn 5 und daraufhin südlich der CargoCity Süd des Frankfurter Flughafens durch den Gundwald, den südlichsten Teil der Frankfurter Gemarkung. Ab dort trägt er den Namen Gundbach. 

#### Gundbach
Einen nicht unerheblichen Zulauf von aufbereitetem Wasser erhält der Gundbach aus der Kläranlage der ehemaligen Rhein-Main Air Base, der jetzigen Cargo City Süd. 
Der Bach überquert die Stadtgrenze von Mörfelden-Walldorf, wo er am nordwestlichen Stadtrand von Walldorf durch die Gundwiese fließt. An ihrem Ende passiert der Gundbach in geringem Abstand den Gundwiesensee, bevor er in das Naturschutzgebiet Mönchbruch von Mörfelden und Rüsselsheim eintritt. Seit den 1980er Jahren wird dem Bach wieder freier Lauf gelassen, und es hat sich seitdem eine Vielfalt an Flora und Fauna entwickelt. Beim Jagdschloss Mönchbruch fließt der Gundbach mit dem Geräthsbach zusammen, wodurch der Schwarzbach entsteht.

### Zuflüsse
- Burgfriedegrenzgraben[3] (links), 0,5 km
- Schlagsbach[3] [GKZ 23981314] (rechts), 3,0 km
- Buchbach (links), 1,5 km

## Biosphäre
Rund um den Gundbach gibt es wertvolle Biotope mit vielen, auch seltenen Tier- und Pflanzenarten. Der Bach fließt durch das Fauna-Flora-Habitat Mark- und Gundwald zwischen Rüsselsheim und Walldorf und anschließend durch das Naturschutzgebiet Mönchbruch von Mörfelden und Rüsselsheim und Gundwiesen von Mörfelden.